# Dioxine de Carbone et son rayon rose
Albums de Diane Dufresne
Turbulence
(1982) Follement vôtre
(1986)

Dioxine de Carbone et son rayon rose est le septième album studio de la chanteuse québécoise Diane Dufresne. Ce disque est un "Opéra-Cartoon" imaginé par Luc Plamondon et Angelo Finaldi et signe la fin de la collaboration Dufresne / Plamondon.

## Édition33 Tours

### Titres
| 1.  | Ouverture : Thème du rayon rose                   | Luc Plamondon | Angelo Finaldi | 0:49 |
| 2.  | Interrogatoire I                                  | Luc Plamondon | Angelo Finaldi | 1:10 |
| 3.  | Rockeuse                                          | Luc Plamondon | Angelo Finaldi | 2:40 |
| 4.  | Interrogatoire II                                 | Luc Plamondon | Angelo Finaldi | 0:56 |
| 5.  | Délinquante                                       | Luc Plamondon | Angelo Finaldi | 3:30 |
| 6.  | Interrogatoire III                                | Luc Plamondon | Angelo Finaldi | 0:30 |
| 7.  | Alibi                                             | Luc Plamondon | Angelo Finaldi | 3:25 |
| 8.  | Note magique de Dioxine et le thème du rayon rose | Luc Plamondon | Angelo Finaldi | 0:13 |
| 9.  | Interrogatoire IV                                 | Luc Plamondon | Angelo Finaldi | 1:06 |
| 10. | Blitz                                             | Luc Plamondon | Angelo Finaldi | 2:35 |
| 11. | Tout était rose                                   | Luc Plamondon | Angelo Finaldi | 1:18 |
| 12. | ("Enfermez-la!")                                  | Luc Plamondon | Angelo Finaldi | 8:30 |

| 1. | Prison des femmes      | Luc Plamondon | Angelo Finaldi | 3:28 |
| 2. | Femme, Frau, Women     | Luc Plamondon | Angelo Finaldi | 3:10 |
| 3. | Survoltée              | Luc Plamondon | Angelo Finaldi | 4:05 |
| 4. | La plaidoirie          | Luc Plamondon | Angelo Finaldi | 1:30 |
| 5. | Disneyland             | Luc Plamondon | Angelo Finaldi | 2:35 |
| 6. | La sentence            | Luc Plamondon | Angelo Finaldi | 1:30 |
| 7. | Airia final            | Luc Plamondon | Angelo Finaldi | 5:13 |
| 8. | L'exécution            | Luc Plamondon | Angelo Finaldi | 0:13 |
| 9. | Voyage vers la lumière | Luc Plamondon | Angelo Finaldi | 0:59 |

## Crédits
- Musiciens :
- Claviers, piano, basse synthé, synthétiseurs : Charlie Olins
- Guitare : Phil Palmer
- Basse, percussions électroniques, batterie : Jamie Lane
- Chœurs : Les frères Costa, Selmar Engel
- Ingénieurs du son : Ian Terry, Adam Moseley
- Arrangements : Jamie Lane, Charlie Olins
- Direction musicale : Jamie Lane
- Mixage : Jamie Lane, Nick Patrick (assisté d'Olivier De Bosson)
- Photos : Éric Ifergan
- Graphisme : Évelyne Persin
- Réalisation : Amérylis, Luc Plamondon, Ian Terry